# Neusäß
Neusäß est une ville allemande de Bavière, située dans l'arrondissement d'Augsbourg et le district de Souabe.

## Géographie

Situation de Neusäß dans l'arrondissement d'Augsbourg

Neusäß est située dans la vallée de la rivière Schmutter, affluent du Danube, à la limite du Parc Naturel d'Augsbourg-Westliche Wälder. La ville, qui se trouve à l'ouest d'Augsbourg, fait partie de son agglomération. Le point culminant de la cité est situé dans le quartier de Westheim, sur le Kobelberg, à 528 m d'altitude.

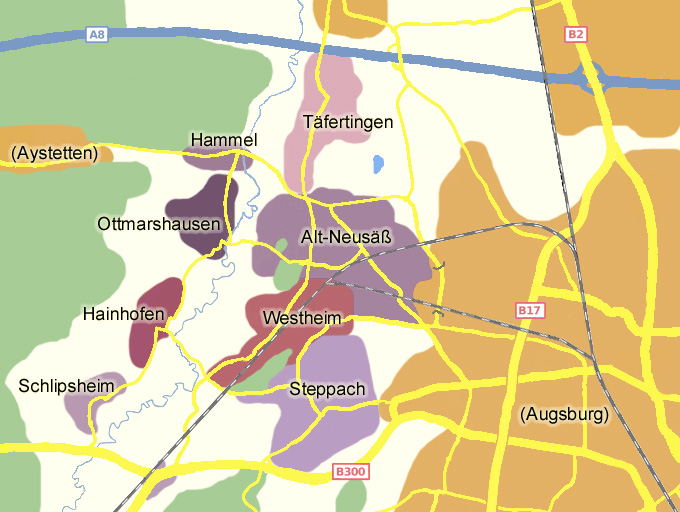
Les différents quartiers de la ville

Neusäß est composée de neuf quartiers, qui correspondent aux anciennes communes incorporées dans les années 1970 (population actuelle) :
- Alt Neusäß (9 000)
- Steppach (4 000)
- Westheim bei Augsburg (3 500)
- Täfertingen (1 700)
- Ottmarshausen (1 600)
- Hainhofen (1 000)
- Hammel (800)
- Schlipsheim (500).
- Vogelsang

Communes limitrophes (en commençant par le nord et dans le sens horaire) : Gersthofen, Augsbourg, Stadtbergen, Diedorf et Aystetten.

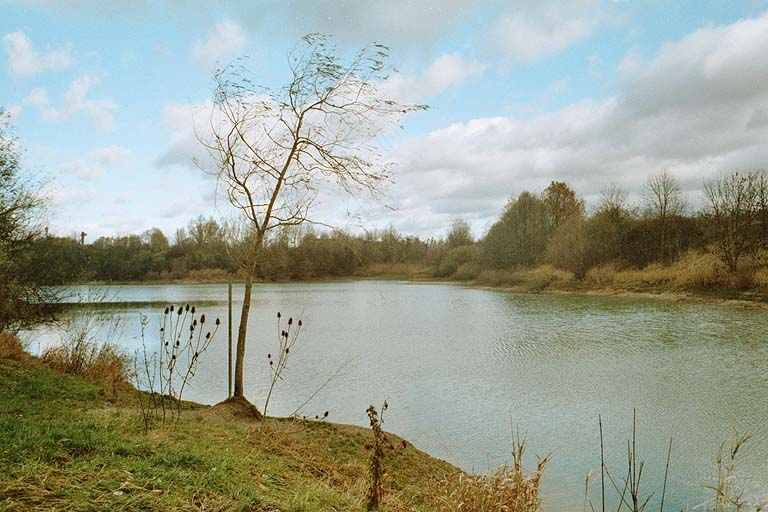
Le lac de Thalersee au nord de Neusäß

## Histoire
| Appartenances historiques Principauté épiscopale d'Augsbourg 888–1276 Saint-Empire (Ville libre d'Augsbourg) 1276–1806 Royaume de Bavière 1806–1918 République de Weimar 1918–1933 Reich allemand 1933–1945 Allemagne occupée 1945–1949 Allemagne 1949–présent |

La ville actuelle de Neusäß est née de la fusion de huit villages entre 1972 et 1977 qui échappèrent ainsi à l'incorporation par la ville d'Augsbourg. Le statut de ville a été accordé à Neusäß en 1988.
Le village le plus ancien est certainement celui de Westheim puisque des fouilles entreprises en 1852 y ont décelé les traces d'habitations de l'époque romaine (IIe ou IIIe siècle). Un château y fut élevé au Moyen Âge ainsi qu'une église de pèlerinage dédiée à Notre-Dame de Lorette.
Târfertingen a été fondé au VIe siècle et Ottmarshausen au VIIIe siècle. Schlipsheim a vu le jour au Xe siècle et a abrité un château qui fut démoli en 1821.
Au XIe siècle, c'est le village de Neusäß qui voit le jour. Son château fut détruit pendant la Guerre de Trente Ans. Bien que le village ait donné son nom à la ville, il était loin d'être le plus important au début du XXe siècle mais il se développa très vite après la Seconde Guerre mondiale (178 habitants en 1910, 6 500 en 1970).
Hammel, fondée au XIIe siècle, a vu la construction d'un château au XVIIe siècle. Hainhofen abrite aussi un château du XVIIIe siècle.
La première mention écrite du village de Steppach date de 1150. Le village a la particularité d'avoir abrité après 1438 et leur expulsion d'Augsbourg une communauté juive importante (1/4 de la population à la fin du XIXe siècle) jusqu'au début du XXe et à son émigration.

## Démographie
En 1910, le village le plus important était celui de Steppach. En 1939, seuls Steppach et Westheim dépassaient les 1 000 habitants.
Ville de Neusäß dans ses limites actuelles :
| 1840  | 1871  | 1900  | 1910  | 1925  | 1933  | 1939  | 1950  | 1961   |
| ----- | ----- | ----- | ----- | ----- | ----- | ----- | ----- | ------ |
| 2 441 | 2 428 | 2 641 | 2 902 | 3 408 | 3 958 | 5 373 | 8 649 | 11 555 |

| 1970   | 1987   | 2000   | 2005   | 2009   | 2018   | - | - | - |
| ------ | ------ | ------ | ------ | ------ | ------ | - | - | - |
| 16 063 | 19 042 | 21 719 | 21 798 | 21 534 | 22 058 | - | - | - |

## Monuments

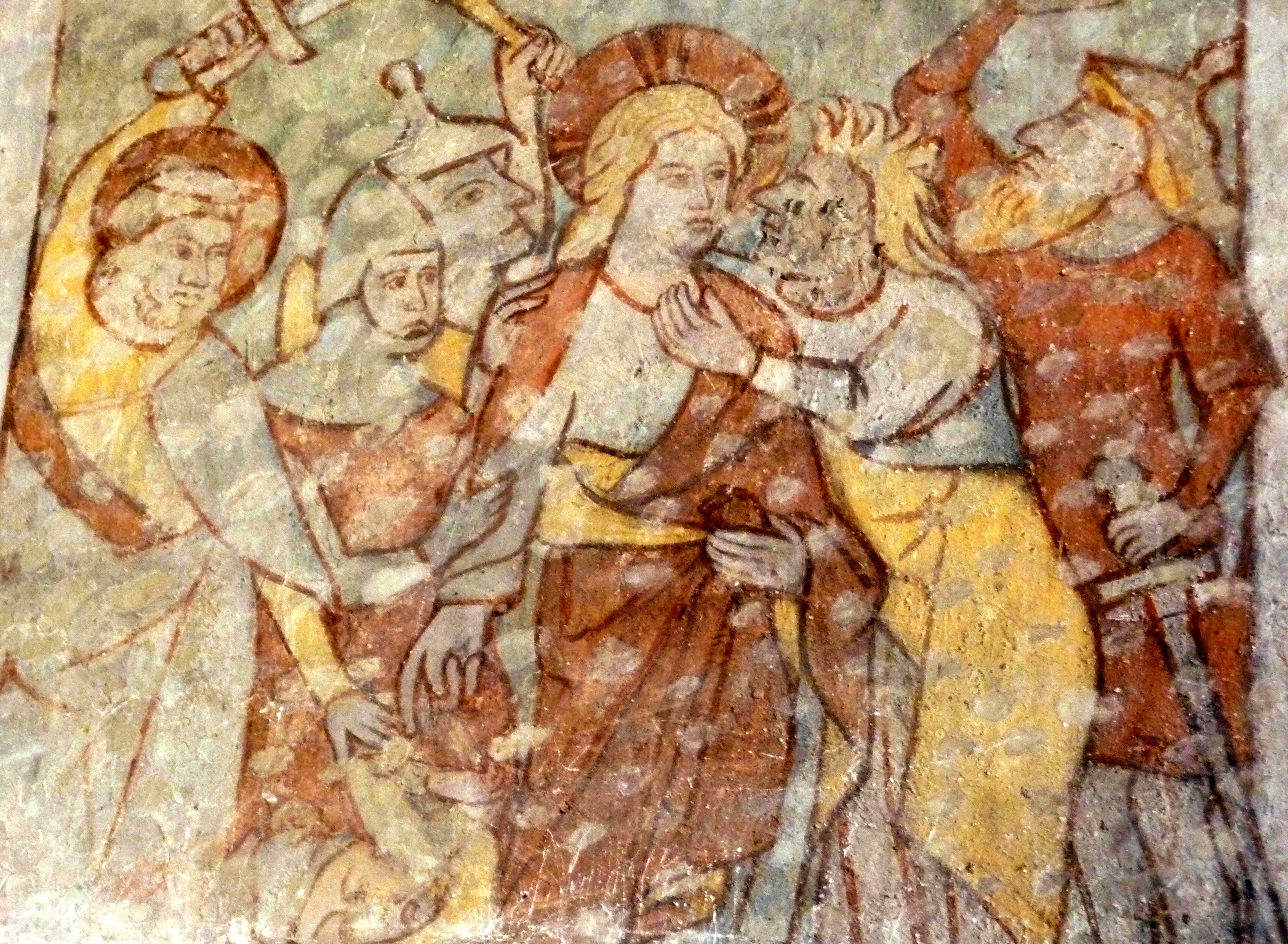
Fresque de l'église de Hainhofen, le baiser de Judas

- Église St Stéphane à Hainhofen, datant du XIVe siècle, de style gothique (fresques), reconstruite au XVIIIe siècle.

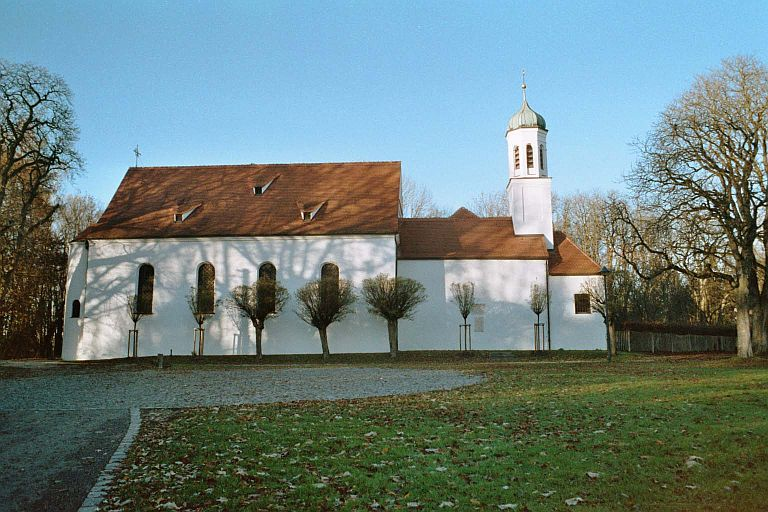
L'église Notre-Dame de Lorette

- Église Notre-Dame de Lorette sur le Kobelberg, dans le village de Westheim.
- Bismarckturm de Steppach, monument édifié à la fin du XIXe siècle en hommage au chancelier Otto von Bismarck.

## Jumelages
La ville de Neusäß est jumelée avec :
- Markkleeberg (Allemagne) depuis 1992, dans l'arrondissement de Leipzig en Saxe ;
- Eksjö (Suède) depuis 1995, dans la comté de Jönköping ;
- Cusset (France) depuis 2000 dans le département de l'Allier, en Auvergne ;
- Bracciano (Italie) depuis 2011, dans la province de Rome et la région du Latium.